# نهائي دوري أبطال إفريقيا 2002
مباراة نهائي دوري أبطال أفريقيا 2002، هي المباراة النهائية لدوري أبطال أفريقيا 2002 لكرة القدم جرت يوم الجمعة 13 ديسمبر 2002 في الساعة 17:00 بالتوقيت العالمي (19:00 بالتوقيت المحلي). وقد أجريت المباراة على ستاد القاهرة بالقاهرة مصر لتحديد الفائز بدوري أبطال أفريقيا 2002. وخاض النهائي فريقي الزمالك المصري والرجاء البيضاوي المغربي مما جعله نهائيًا للنادي العربي للمرة الخامسة في تاريخ المسابقة. فاز الزمالك 1-0 بهدف عبد الحميد بعد التعادل 0-0 في الدار البيضاء .

## الفرق المؤهلة
في الجدول التالي، كانت النهائيات حتى عام 1996 في كأس إفريقيا لأبطال نادي الأبطال، منذ عام 1997 كانت في عصر دوري أبطال أفريقيا.
| الفريق          | منطقة               | مباريات نهائية سابقة (الغليظ يشير إلى الفائزين) |
| --------------- | ------------------- | ----------------------------------------------- |
| الرجاء البيضاوي | UNAF (شمال إفريقيا) | 3 (1989، 1997، 1999)                            |
| الزمالك         | UNAF (شمال إفريقيا) | 5 (1984، 1986، 1993، 1994، 1996)                |

## خلفية
توج الزمالك بالبطولة المصرية للمرة الحادية عشرة بدخول نهائي دوري الأبطال، وخسر مباراة واحدة فقط في دوري الأبطال (ذهاب ربع النهائي أمام أسيك ميموزا) . كما فاز الرجاء بلقب الدوري أيضًا. في مباريات الدوري المغربي بين الجانبين في نهائي دوري الأبطال، تعادل الفريقان 0-0 على ملعب محمد الخامس بالدار البيضاء، فيما فاز الزمالك 1-0 على ملعب القاهرة في مباراة الإياب يوم 13 ديسمبر 2002.

## الملاعب

### استاد محمد الخامس

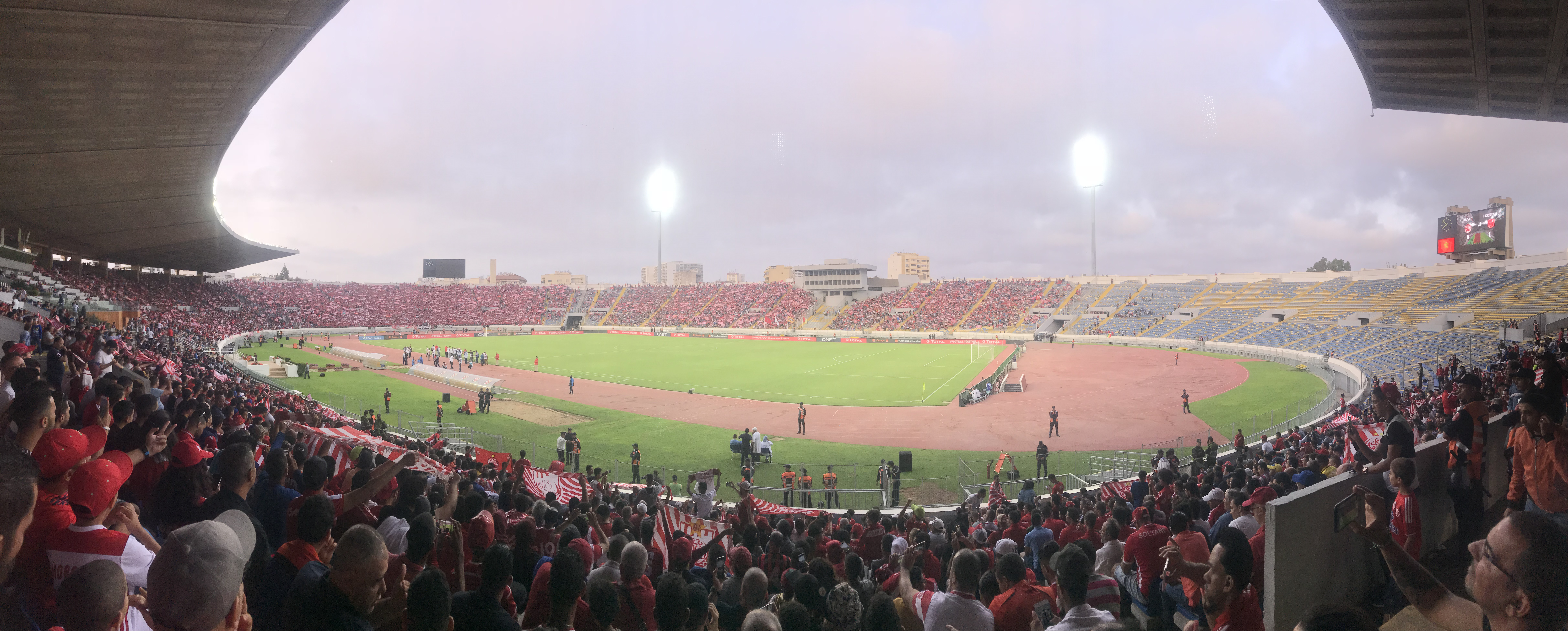
ملعب محمد الخامس بالدار البيضاء ، المغرب استضاف مباراة الذهاب.

يقع مجمع محمد الخامس الرياضي في قلب مدينة الدار البيضاء ، المغرب ، في الجزء الغربي من حي المعاريف . تم افتتاحه في 6 مارس 1955 ، ولديه حاليا سعة 67000.
غالبًا ما يستضيف مباريات الفريق الوطني المغربي لكرة القدم ، يُعرف ملعب محمد الخامس أيضًا بموطن الوداد البيضاوي والرجاء البيضاوي . سميت على اسم الملك محمد الخامس ملك المغرب .
يقع ملعب محمد الخامس في وسط الدار البيضاء. يقع مطار الدار البيضاء الدولي على بعد 25 كيلومترًا من الملعب، ومحطة كازا فوييجورز للسكك الحديدية على بعد 5 كيلومترات من الملعب. يحتوي الملعب على موقف للسيارات بسعة 1000 سيارة.
لديها حاليا مرج شبه اصطناعي على مستوى عال.

### استاد القاهرة الدولي

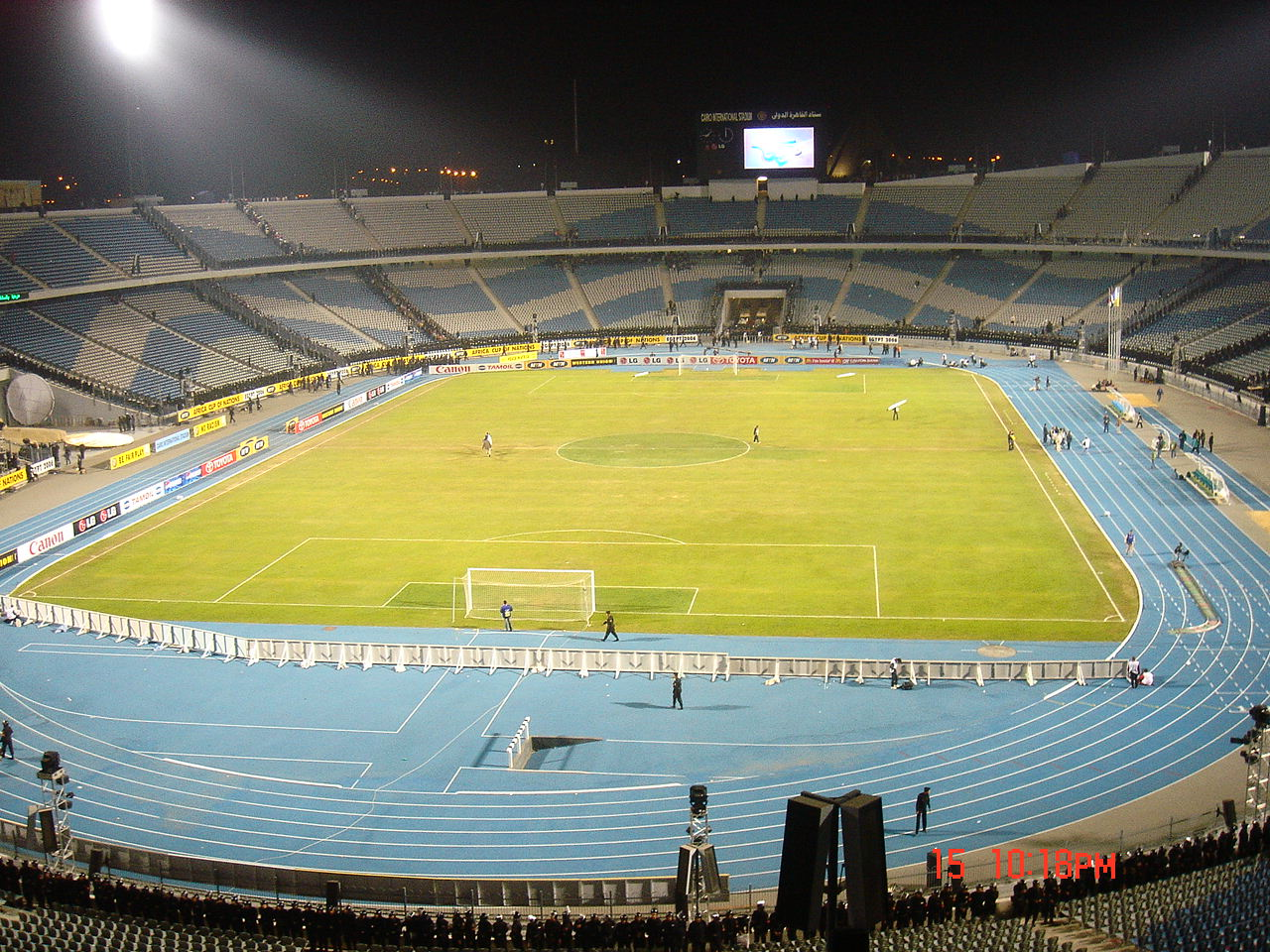
استاد الملعب الدولي بالقاهرة، مصر.

استاد القاهرة الدولي هو ملعب أولمبي متعدد الاستخدامات بسعة 75 ألف متفرج .  مهندس الاستاد هو الألماني فيرنر مارش ، الذي بنى من 1934 إلى 1936 الملعب الأولمبي في برلين. قبل أن يصبح ملعبًا لكل المقاعد، كان لديه القدرة على استيعاب أكثر من 100000 متفرج، ليصل إلى رقم قياسي يبلغ 120,000. إنه المركز الأولمبي القياسي الذي يناسب دور القاهرة ، مصر كمركز للأحداث في المنطقة. وهو أيضًا 69 أكبر ملعب في العالم. تقع في مدينة نصر ؛ إحدى ضواحي شمال شرق القاهرة ، تم الانتهاء منها في عام 1960 ، وافتتحها الرئيس جمال عبد الناصر في 23 يوليو من ذلك العام، الذكرى الثامنة للثورة المصرية عام 1952 .

## الطريق إلى النهائي

### الزمالك
في مباراة خروج المغلوب الأولى، فاز الزمالك على الجيش الرواندي ، الذي فاز فيه على ذهاب إياب 6-0 ، في حين سجل حسام حسن ، محمد عبد الواحد ، حازم إمام ، جمال حمزة ومحمد صبري الأهداف الستة. ثم تعادل النادي الملكي في مباراة الذهاب 0-0 لضمان فوز إجمالي 6-0 ومكان في الجولة الثانية، حيث فاز مرة أخرى ضد نكانا.
ومثلت مباريات الجولة الثانية المرة الأولى التي التقى فيها هذان الناديان في إفريقيا. الزمالك ذهب إلى كيتوي وحقق فوزاً موثوقاً للغاية 2-0 ، قبل التأهل إلى دور المجموعات من دوري أبطال أوروبا، بالتعادل 0-0.
الزمالك تعادل في المجموعة السادسة مع أسيك ميموزا ، الترجي وكوستا دو سول . فاز الزمالك بأول مباراة جماعية له قبل أن يحصل على التعادل بنتيجة 1-1 أمام الترجي، والزمالك فائزين بالمجموعة وبأكبر عدد من مجموع الفائزين، 13.
نصف النهائي حسم الزمالك ضد مازيمبي . لم تقابل الفرق على الإطلاق في دور المجموعات من دوري أبطال أوروبا ، وهي المرة الأولى التي يفوز بها الزمالك. كانت مباراة الذهاب في استاد لا كينيا شائكة باهتة، حيث قضى الزمالك معظم المباراة دفاعا، بينما حاول مازيمبي تمرير الكرة من حولهم. كان هذا مثيرًا مثلما كانت مباراة الذهاب بالنسبة لأي من الفريقين وانتهت 1-1 بفضل هدف من عبد الحليم علي . كانت مباراة الإياب على ملعب القاهرة مباراة ذات إيقاع أعلى، فاز بها الزمالك 2-0 وسجل حسام حسن مرتين. أدت هذه النتيجة إلى زيادة سجل الزمالك على التوالي في الدوري المحلي في دوري أبطال أوروبا إلى 5 وتضمن وصول الزمالك إلى المباراة النهائية دون هزيمة باستثناء خسارة مباراة في مباراة الإياب ربع النهائي خارج أرضه أمام أسيك ميموزا .

## شكل
تم تحديد المباراة النهائية بطريقة الذهاب والأياب، مع استخدام الأهداف الإجمالية لتحديد الفائز. إذا كانت الأطراف متساوية في مجموع المباريات بعد مباراة الذهاب، لكان قد تم تطبيق قاعدة الأهداف البعيدة ، وإذا كانت لا تزال في المستوى، لكانت المواجهة قد انتقلت مباشرةً إلى ركلات الترجيح (لم يتم لعب وقت إضافي). 

## المباريات

### الذهاب
| الرجاء | الزمالك |

| الرجاء | 0–0     | الزمالك |
| ------ | ------- | ------- |
|        | (تقرير) |         |

| الرجاء:       |    |                       |     |
|               |    |                       |     |
| GK            | 1  | مصطفى الشاذلي         |     |
| CB            | 4  | عبد الواحد عبد الصمد  |     |
| CB            | 16 | الأمين أربات          |     |
| CB            | 23 | نور الدين قاسمي       |     |
| RM            | 8  | عبد اللطيف جريندو     |     |
| CM            | 27 | نبيل مصلوب            |     |
| CM            | 29 | زكريا أبوب            | 60' |
| LM            | 5  | محمد علي ديالو        | 77' |
| CM            | 20 | حميد ناطر             |     |
| CF            | 11 | هشام بوشروان          |     |
| CF            | 9  | فرانسوا إندين إيلوكان |     |
| البدائل:      |    |                       |     |
| CM            | 24 | سامح تاج الدين        | 60' |
| 30            | CF | عمر زويت              |     |
| المدير الفني: |    |                       |     |
| والتر مويس    |    |                       |     |

| الزمالك:      |    |                      |     |    |
|               |    |                      |     |    |
| GK            | 16 | عبد الواحد السيد     |     |    |
| CB            | 15 | وائل القباني         |     |    |
| CB            | 1  | مدحت عبد الهادي      |     |    |
| CB            | 5  | بشير التابعي         |     |    |
| RB            | 2  | إبراهيم حسن          |     |    |
| LB            | 13 | طارق السيد           |     |    |
| CF            | 10 | وليد صلاح عبد اللطيف |     |    |
| CM            | 20 | تامر عبد الحميد      |     |    |
| MF            | 22 | حسام عبد المنعم      |     |    |
| CM            | 11 | محمد أبو العلا       |     |    |
| CF            | 9  | حسام حسن             | 89' | ?' |
| البدائل:      |    |                      |     |    |
| CF            | 24 | عبد الحليم علي       | 89' |    |
| المدير الفني: |    |                      |     |    |
| كارلوس كابرال |    |                      |     |    |

### الإياب
| الزمالك | الرجاء |

| الزمالك          | 1–0     | الرجاء |
| ---------------- | ------- | ------ |
| عبد الحميد 45+4' | (تقرير) |        |

| الحكام المساعدون : </br> جمال الهواري ( ليبيا ) </br> خيري الماجوري ( ليبيا ) |

## روابط خارجية
- http://www.angelfire.com/ak/EgyptianSports/ZamalekAfr2002.html
- http://www.footballdatabase.eu/football.competition.caf-champions-league.afrique.2001-2002.finale..en.html
- http://news.bbc.co.uk/sport2/hi/football/africa/caf_club_competitions/2573103.stm
- https://www.youtube.com/watch؟v=cuKJSR5_U8o